# جان پین (هنرپیشه)
جان پین (انگلیسی: John Payne؛ ۲۳ مهٔ ۱۹۱۲ – ۶ دسامبر ۱۹۸۹) هنرپیشه و خواننده اهل ایالات متحده آمریکا بود. از فیلم‌هایی که وی در آن نقش داشته است، می‌توان به معجزه در خیابان سی و چهارم اشاره کرد.